# Fuera de la realidad (álbum)
Fuera de la realidad es el primer álbum de la banda de rock uruguaya Otro Tavella & Los embajadores del buen gusto liderada por Santiago Tavella publicado en 2017 por la editorial Yaugurú. A diferencia de la mayoría de CD, Fuera de la realidad no fue lanzado en jewel case o digipak, sino en un libro que acompaña al disco. Una versión digital fue lanzada en la página oficial de Bandcamp de la banda y puede ser adquirida por solamente 7 dólares.

## Historia
Fuera de la realidad es el primer álbum de la banda Otro Tavella & Los embajadores del buen gusto. El proceso de la creación de este álbum empezó en el año 2012 como un proyecto acústico y solista de Santiago Tavella. Tres de las canciones que luego formarían parte de este álbum fueron publicadas en la página de Soundcloud del artista en el año 2013 como un mini EP. En este álbum, Santiago Tavella mezcla el humor con el arte y la literatura a través de sus letras. Fuera de la Realidad fue grabado en El Cuarto Tavella, estudio de grabación de Santiago Tavella y su hijo Martín, y fue producido por Guillermo Berta..

## Recepción
El álbum fue recibido con varias críticas positivas y hasta ha sido comparado con los trabajos anteriores de Santiago Tavella en El Cuarteto de Nos. Entre ellas la de Alejandro Hoffmann en la revista española Zona de obras, la de Guilherme de Alencar Pinto en el semanario Brecha, la de Gabriel Peveroni en Caras y Caretas y la de Alexander Laluz en la revista Dossier. Además fue seleccionado entre los 15 mejores discos del año por el portal PiiLA. al igual que la canción Un amor cualquiera como una de las 10 canciones del año por Gabriel Peveroni en Metronomo. 2 años después, Santiago Tavella lanzaría su segundo disco Modernistas con los embajadores del buen gusto, el cual fue presentado en su estudio de grabación ''El Cuarto Tavella''.

## Créditos
- Santiago Tavella - voz, guitarra acústica y arte de portada
- Martín Tavella - bajo, grabación
- Sebastián Macció – batería, percusión y vibráfono
- Ignacio Lanzani - guitarra eléctrica
- Analía Ruiz - coros
- Josefina Trías - coros
- Guillermo Berta - producción, mezcla
- Bruno Gianarelli - asistente de grabación
- Nelly Pacheco - asesoramiento vocal
- Sara Sabah - voces adicionales y asesoramiento en coros
- Irving Carballo - doctor de los tambores
- Gustavo Wojciechowski (Maca) - diseño gráfico